# Dinklage
Pour les articles homonymes, voir Dinklage (homonymie).

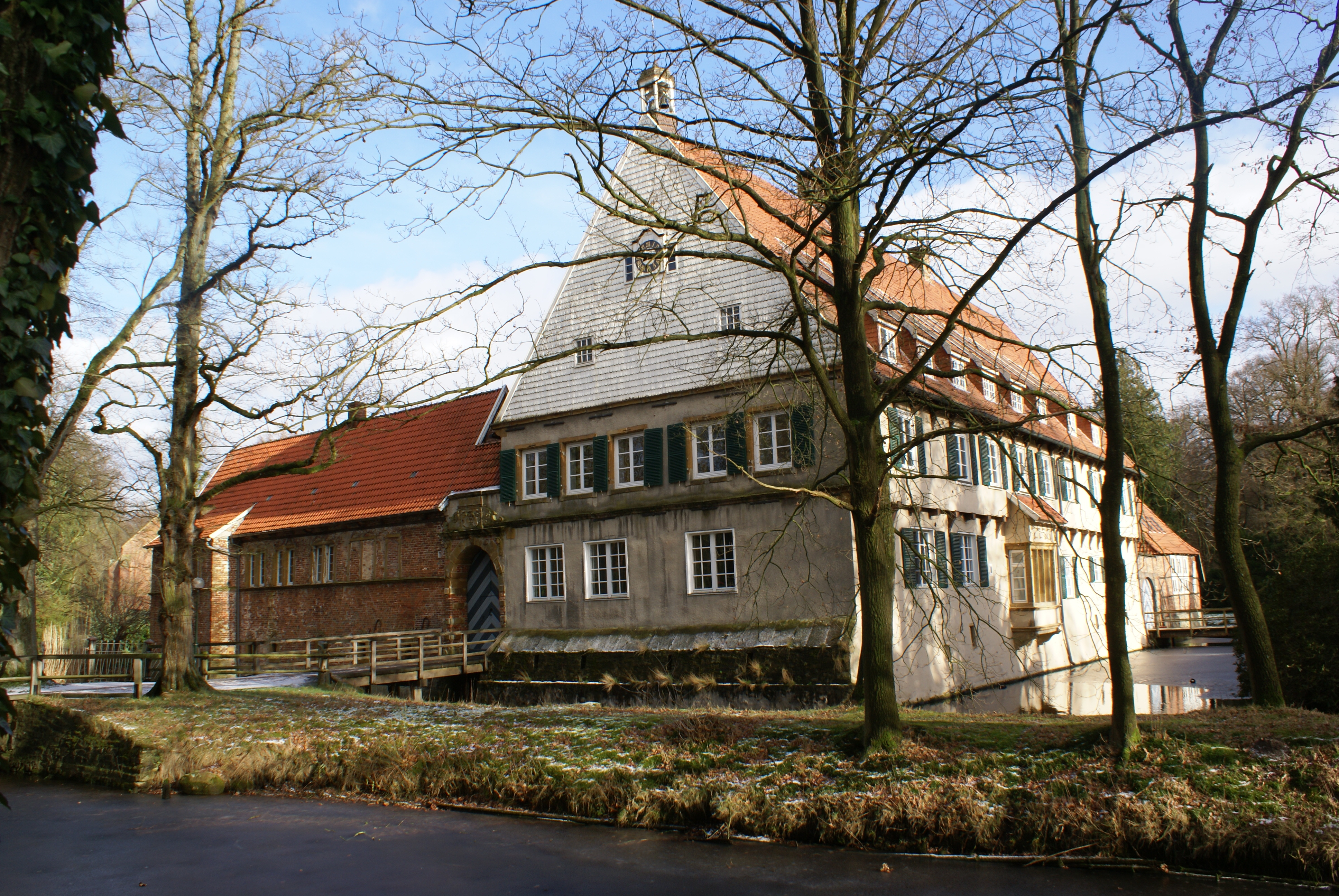
Château de Dinklage, aujourd'hui abbaye Sainte-Scholastique

Dinklage est une ville de Basse-Saxe, dans l'arrondissement de Vechta en Allemagne.

## Géographie
La ville est située dans le nord de l'Allemagne, entre les villes de Brême et Osnabrück.

## Histoire
Dinklage a été mentionnée pour la première fois dans un document officiel en 1231 sous le nom de Thinclage.

## Jumelage
- Épouville (France) depuis 1986

## Personnalités
- Bernhard Romberg (1772-1841), violoncelliste et compositeur allemand
- Clemens August von Galen (1878-1946), cardinal et bienheureux allemand